# Louis Latapie
Pour les articles homonymes, voir Latapie.
Louis Latapie né le 11 juillet 1891 à Toulouse et mort le 2 juillet 1972 à Avignon est un peintre et graveur français.
Son œuvre se développe, à travers natures mortes et nus féminins, aux limites d'un cubisme puissamment coloré. Dans les années 1950, la simplification des formes le rapproche de l'abstraction.

## Biographie
Louis Latapie naît le 11 juillet 1891 à Toulouse. Son père, journaliste et directeur du journal Le Télégramme, s'installant à Paris autour de 1900 pour travailler au journal La Liberté, il poursuit ses études au lycée Janson-de-Sailly. Dessinant depuis l'enfance, il s'inscrit en 1910 à l'École des beaux-arts de Paris. Il y suit les cours de Jean-Paul Laurens mais fréquente aussi l'Académie Julian et en 1911 l'Académie Ranson où il découvre avec Paul Sérusier les recherches du cubisme.
Après avoir effectué son service militaire à Albi, Louis Latapie est mobilisé en 1914. Son frère aîné meurt dès le début de la guerre. Lui-même, au long de dix campagnes, est atteint par trois blessures, recevant deux citations. Regagnant en 1920 son atelier, il devient professeur à l'Académie Ranson, épouse Estelle Isch-Wall (1898-1923) — mariage dont en 1922 naîtra son fils Jean-Louis, filleul de Georges Braque —, rencontre Max Jacob, Roger Bissière, Jean Metzinger, Jacques Villon, et présente à partir de 1922 ses premières expositions. En 1923, Georges Braque, Bissière, Ozenfant et Latapie forment l'association des « Castors de Montsouris » pour construire d'originales maisons de structure cubique. Après la disparition brutale de sa femme la même année, Louis Latapie s'installe en 1925 à Toulon. Il y rencontre Juan Gris et fonde une académie de peinture.
De retour à Paris en 1927, Latapie épouse Renée Meurisse (1902-1971) — mariage dont en 1929 naîtra Laure qui sera créatrice de tapisseries et qui, en 1954, épousera le peintre Louttre.B, fils de Roger Bissière —, reprend ses cours à l'Académie Ranson et, à l'instar de Marie Vassilieff, Jean Lombard, Maurice Savin et Jules-Émile Zingg, peint une toile qu'à Montparnasse il fixe lui-même sur l'un des piliers de la célèbre brasserie La Coupole alors en construction à l'emplacement d'un ancien dépôt de bois et charbon. En 1930, il s'installe à nouveau à Toulon, continuant de donner quelques cours à Paris. Face à ses difficultés financières, il cesse pratiquement de peindre entre 1932 et 1934 pour relancer l'agence de reportage photographique de son beau-père décédé, la première en France, avant de la revendre en 1936. 
Alors qu'il travaille à la réalisation d'une décoration murale de 40 m2 pour le nouveau stade Pierre-de-Coubertin à Boulogne-Billancourt, Latapie est mobilisé en 1939 lors de la Seconde Guerre mondiale et rentre à Paris en 1940. Vendant deux étages de sa maison parisienne, il achète en 1946 le « Moulin Vieux » à Seine-Port qu'il commence à restaurer en y installant ses ateliers. En 1951, plusieurs tapisseries sont exécutées d'après ses cartons par les manufactures de Beauvais, dont l’une exposée à la résidence du consul général de France à Toronto, et des Gobelins. Après deux expositions personnelles à Paris en 1954 et 1956, sa peinture s'oriente vers l'abstraction.
Louis Latapie réalise dans les années 1960 plusieurs mosaïques pour des établissements scolaires à Melun et Laval. Sous le titre de Patafioles, il commence en 1963 à écrire ses souvenirs, qui seront publiés en 2005. Il se résigne en 1967 à se séparer de son « Moulin » de Seine-Port, regagne Paris, puis s'installe en 1968 à Avignon. Il cède en 1969 la quasi-totalité de son atelier à son marchand. Latapie réalise en 1970 une exposition en trois lieux en Italie. Alors qu'il prépare en 1971 pour le 25e Festival d'Avignon une exposition dans deux salles du Palais des papes, sa femme meurt à quelques jours du vernissage. 
Après la disparition de Louis Latapie le 2 juillet 1972 à Avignon, de nombreuses expositions et rétrospectives de ses œuvres sont présentées en France, notamment à Paris, Villeneuve-sur-Lot, Toulouse, Lille, Bordeaux, ainsi qu'à Eaubonne et Genève en Suisse, à Bilbao en Espagne.

## Œuvres

### Contribution bibliophilique
- Alfred de Vigny, La Maison du berger, cinq bois gravés par Louis Latapie, Éditions François Bernouard, 1920[5].
- Voltaire, La Princesse de Babylone, bois et burins de Louis Latapie, Henri Jonquières et Cie, 1924[5].
- Yves Alix, Georges Capon, Edmond Ceria, Pierre-Eugène Clairin, Paul-Élie Gernez, Wilhelm Gimmi, Louis Latapie, Robert Lotiron, Maurice Savin et Henri Vergé-Sarrat, La rue à Paris, portfolio de dix lithographies, L'Amour de l'Art, Librairie de France, 1930[5],[6].

### Peintures murales
- Paris :
  - La Coupole, La Beauté et le peintre, pilier peint, 1927.
  - Stade Pierre-de-Coubertin.

## Expositions

### Expositions personnelles
- Galerie Druet, Paris, 1929[7]
- Galerie Barreiro, Paris, 1930[8].
- Galerie La Licorne, Paris, 1931.
- Louis Latapie, petits formats, galerie Urban, Paris, 1970.
- Palais des papes, Avignon, 1971.
- Musée d'Art et d'Histoire de Melun, 1985.
- Hommage à Louis Latapie, musée Gaston-Rapin et théâtre Georges-Leygues, Villeneuve-sur-Lot ; musée des Augustins de Toulouse, 1988.
- Galerie Mischkind, Lille, mai-juin 1989[9].
- Louis Latapie. Cent dessins pour un centenaire, château prieural de Monsempron-Libos, été 1991.
- Hommage à Louis Latapie, galerie Anne-Marie Marquette - Le Troisième Œil, Paris, février 2004.
- Musée de Gajac, Villeneuve-sur-Lot, juin-octobre 2004[1].
- Patafioles. Un peintre dans son siècle : présentation des écrits autobiographiques et d'un ensemble d'œuvres de Louis Latapie, galerie du Montparnasse, Paris, juin 2005.
- Louis Latapie. Le goût de la forme, Orangerie des musées, Sens (Yonne), avril-juin 2006.
- Cent Latapie pour une exposition, Galeria d'arte Rembrandt, Bilbao, octobre 2007.

### Expositions collectives
- Salon des indépendants, Paris, 1920.
- Salon des Tuileries, Paris, à partir de 1923.
- Biennale de Venise, 1924.
- Salon d'automne, Paris, 1936, 1937, 1941, 1946, 1947.
- Vingt ans d'acquisitions, musée des Augustins, Toulouse, mai 1969
- Le cycle des peintres des piliers de la Coupole, brasserie La Coupole, Paris, juin-septembre 2004.
- Figures de femmes, figures de l'histoire de France - Marc Baumann, Louise Bourgeois, Jules Cavaillès, Louis Latapie, Le Corbusier, Henri Matisse, Joan Miró, Pablo Picasso..., Galerie nationalde de la tapisserie, Beauvais, juillet 2010 - février 2011[10].
- Montparnasse années 30 - Éclosions à l'Académie Ranson, palais du roi de Rome, Rambouillet, décembre 2015 - janvier 2016.

## Ventes publiques
- Ader Picard Tajan, commissaires-priseurs, Louis Latapie, 1891-1972 - peintures : vente de 154 œuvres, Paris, hôtel Drouot, 8 octobre 1986.
- Cornette de Saint Cyr, commissaire-priseur, Louis Latapie, 1891-1972, Collection de M C. - Petits formats, galerie Urban, vente des lots 131 et de 134 à 181, Paris, hôtel Drouot, 6 avril 2016.

## Réception critique
« On sent chez cet artiste une vraie sensibilité de peintre, et non de la simple adresse. Il nous propose des aspects neufs de la nature, sans toutefois vouloir se passer entièrement d'elle. Cet art, en apparence si libre, naît de sensations authentiques et fortes ; et ce qui semble au premier abord le plus arbitraire se justifie lorsqu'on regarde attentivement. Je ne voudrais pas omettre le plaisir que donnent ces harmonies, le délice de certains roses délicats rehaussés de bruns et noirs. En résumé, voilà une des meilleures expositions de la saison, et qui nous révèle un artiste original. »

— François Fosca, 1929

« Aujourd'hui, l'œuvre de Louis Latapie est totalement intégrée dans l'histoire de la peinture du XXe siècle, et prend sa juste place dans ses chapitres emblématiques fédérés par le cubisme. […] Comptant parmi les jeunes peintres de sa génération, doués et réceptifs aux grands mouvements novateurs, Louis Latapie est né à la peinture en adoptant le cubisme en plein épanouissement. Une adhésion qu'il saura nourrir de sa vision personnelle des êtres et des choses et qui lui fait conquérir un langage plastique dont l'unité et le style l'identifient immédiatement. »

— Lydia Harambourg, Louis Latapie, Neuchâtel, Éditions Ides et Calendes, 2003, pp. 11-13.

« Dans la peinture généreuse de Louis Latapie, le nu féminin joue un rôle essentiel. Des années 1920 jusqu'à sa mort, c'est le sujet de maints tableaux, comme un leitmotiv aux variations multiples. […] Le nu est souvent seul […]. Avec le thème des cariatides, il isole la figure féminine dans un format vertical, dans un hiératisme classique […]. Enfin, avec les triades, il reprend l'évocation classique des trois grâces […]. Cette recherche […] devient une priorité dans la période avignonnaise, dans une violence des couleurs et une simplification des formes jamais atteintes jusque-là […]. »

— Lydwine Saulnier-Pernuit, dans Louis Latapie, Musées de Sens, 2006, p. 15.

## Citation
« Est-ce ma faute ? Si dans une profonde respiration, j'inspire cubisme et expire fauvisme. »

— Louis Latapie, dans Louis Latapie, Musées de Sens, 2006, p. 43.

## Distinction
- Chevalier de la Légion d'honneur.

## Collections publiques

### France
- Aups, musée Simon-Segal.
- Avignon, musée Calvet,
- Cabourg, musée Michel-Piel (fermé).
- Dunkerque, Lieu d'art et action contemporaine de Dunkerque.
- Genève, Petit Palais : Le Trapéziste, 1920[11].
- Issoire, Centre d'art contemporain Christian Karoutzos.
- Paris :
  - Département des estampes et de la photographie de la Bibliothèque nationale de France[5].
  - Bibliothèque historique de la ville de Paris, La rue à Paris, suite de dix lithographies dont Robert Latapie.
  - Mobilier national, dont dépôt : Le Bellevue, Biarritz, La Fontaine, tapisserie des Gobelins.
  - Musée d'Art moderne de Paris : Le Marché aux poissons, vers 1920-1925[12].
  - Musée national d'Art moderne : Nature morte à la guitare, 1959[13].
- Poitiers, musée Sainte-Croix.
- Toulouse, musée des Augustins : Paysage de montagne, huile sur carton.
- Villeneuve-sur-Lot, musée de Gajac.

### Suisse
- Musée d'Art et d'Histoire de Genève, La rue à Paris, suite de dis lithographies dont Louis Latapie[6].